# عاکف جعفر حاجی‌اف
عاکف جعفر حاجی‌اف (ترکی آذربایجانی: Akif Cəfər oğlu Hacıyev; ۸ دسامبر ۱۹۳۷ – ۳ فوریهٔ ۲۰۱۵) ریاضی‌دان، و آموزشگر اهل اتحاد جماهیر شوروی سوسیالیستی بود. 
وی از سال ۲۰۱۳ میلادی تا زمان مرگش به عنوان نایب رئیس آکادمی ملی علوم جمهوری آذربایجان فعالیت می‌کرد.